# Senoeseret I
Senoeseret I was een farao van de 12e dynastie. Zijn naam betekent (Senoeseret): "Man van godin Oeseret". En zijn tweede naam betekent: "De ka van Re is in beweging gekomen".

## Biografie
Hij was eerst tien jaar co-regent met zijn vader. Onder Senoeseret bereikt het rijk een culturele bloei. Senoeseret bouwde eveneens een piramide bij de nieuwe hoofdstad El-Lisht. Deze piramide is een kopie van de piramide van Pepi II. In de laatste drie jaar was zijn zoon co-regent.

## Oorlogen
Militair probeerde hij zijn macht in het rijk te vestigen en daarbij moest hij de moordenaars van zijn vader bestrijden. De rijkste nomarchen heeft hij zeker niet aangekund en waarschijnlijk heeft hij ze toch wat autonomie moeten gunnen. Daarnaast heeft hij zijn rijk proberen uit te breiden naar het zuiden en daarbij Koesj onderworpen tot bij de 2e cataract. De stad Boehen zou voor de verdere expedities een belangrijke rol spelen.
In het noorden zijn er verschillende expedities naar de Sinaï en er is één expeditie naar Poent geweest.

## Bouwwerken
Op meer dan 35 sites zijn sporen van zijn naam. Belangrijk voor de toekomst zou de eerste tempel in Karnak zijn. Deze tempel zou uitgroeien tot de belangrijkste tempel van Amon. Na 30 jaar van zijn regering, vierde hij het Sed-festival en richtte Senoeseret in Heliopolis twee obelisken op. De tempel van Tod (of el-Tod), ten zuiden van Luxor, werd door hem geheel herbouwd.

## Galerij

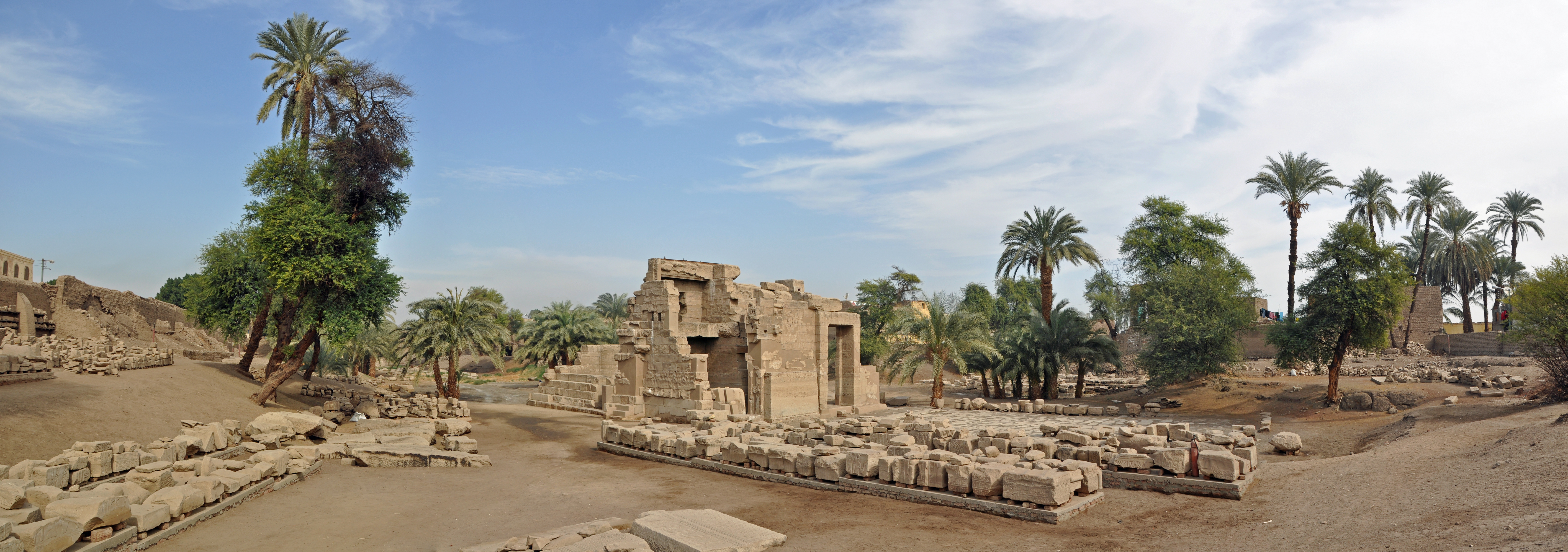
De tempel van Tod, volledig herbouwd door Senoeseret I
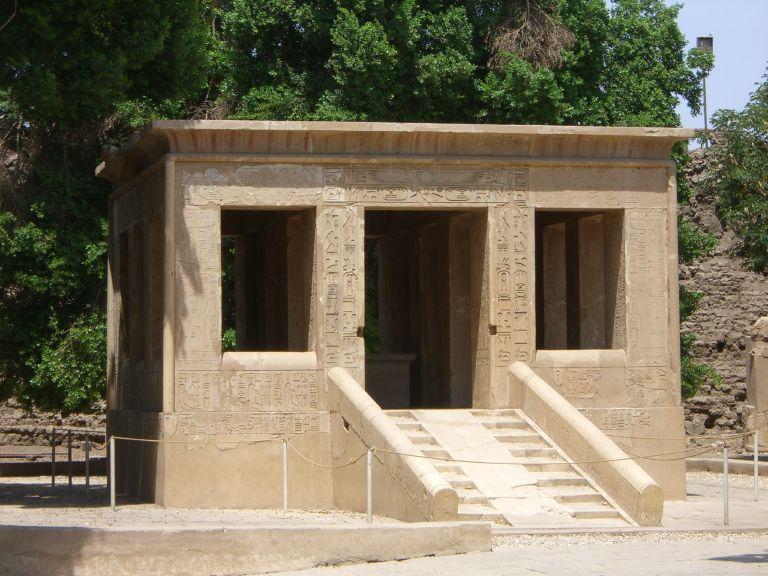
Witte tempel of Chapelle Blanche van Senoeseret I te Karnak
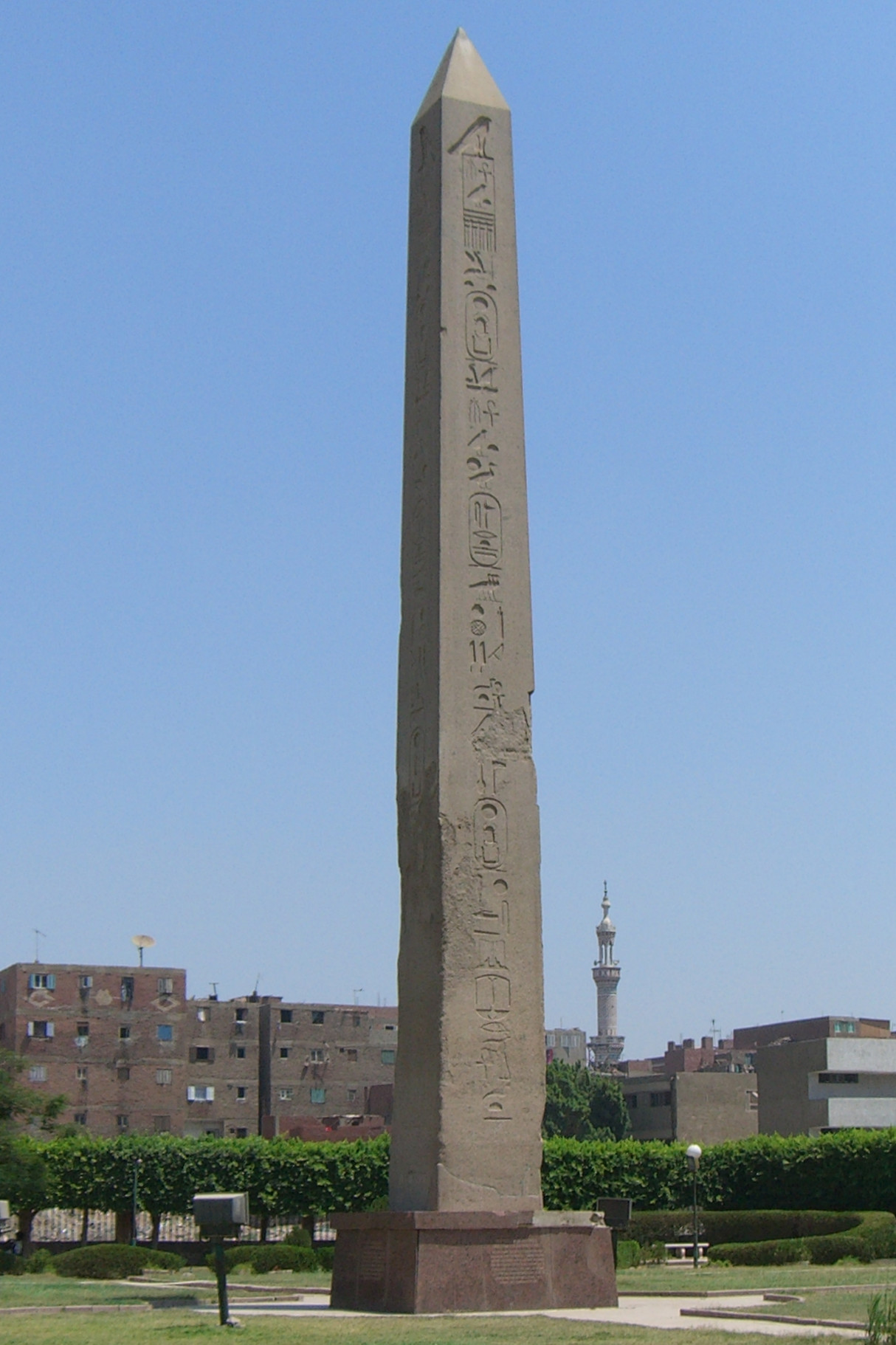
Obelisk van Heliopolis
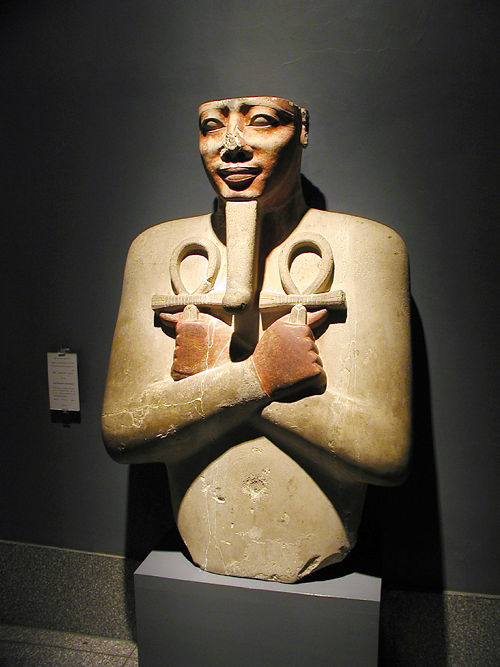
Osiris pijler van Senoeseret I